# Airon-Saint-Vaast
Airon-Saint-Vaast är en kommun i departementet Pas-de-Calais i regionen Hauts-de-France i norra Frankrike. Kommunen ligger i kantonen Berck som tillhör arrondissementet Montreuil. År 2022 hade Airon-Saint-Vaast 189 invånare.

## Befolkningsutveckling
Antalet invånare i kommunen Airon-Saint-Vaast
| Referens: INSEE |